# Karl Ekman (pianist)

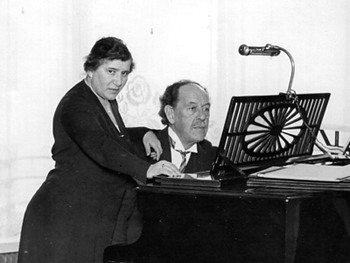
Ida och Karl Ekman.

Karl Ekman, född 18 december 1869 i S:t Karins vid Åbo, död 4 februari 1947 i Helsingfors, var en finländsk pianist.
Ekman studerade vid Musikinstitutet i Helsingfors för Ferruccio Busoni, William Dayas, Martin Wegelius och Friedrich Richard Faltin samt, med statsunderstöd, för Hans Barth i Berlin. Han blev 1895 t.f. och 1898 ordinarie förste pianolärare vid Musikinstitutet i Helsingfors. Han konserterade i Berlin, Wien, Stockholm och hemlandet. Även som ensemblespelare var han framstående. Han utgav klaverarrangemang av folkvisor från Finland samt pianotranskriptioner av sånger av bland andra Jean Sibelius. Han var sedan 1896 gift med Ida Ekman.